# Anton Staus
| Planetoida    | Data odkrycia   |
| ------------- | --------------- |
| (335) Roberta | 1 września 1892 |

Anton Staus (ur. 5 września 1872 w Heidelbergu, zm. 21 lipca 1955 w Pullach) – niemiecki astronom i mechanik. Odkrył jedną planetoidę.